# Jez Hoda Afarin
Jez Hoda Afarin (Xudafərin SES, سد خداآفرین) je težnostni jez na reki Aras 8 km zahodno od mesta Homarlu, na kraju, kjer je Aras mejna reka med Iranom in Azerbajdžanom. Zgrajen je bil za poganjanje hidroelektrarne in namakanje okoliškega območja. Zasnovan je bil kot skupni projekt takratne Sovjetske zveze in Irana; dogovor o gradnji je bil sklenjen oktobra 1977, načrti so bili končani leta 1982 in revidirani v zgodnjih 1990. letih, gradnja pa se je končno pričela leta 1999. Slab kilometer nizvodno stojita znamenita srednjeveška Hudafarinova mostova. 
Jez je bil končan leta 2008, nakar se je začelo polnjenje rezervoarja. Uradno je bil odprt leta 2010. Gradnja se je zavlekla zaradi razpada Sovjetske zveze in oboroženega konflikta v Gorskem Karabahu. Karabaška vojska je med prvo vojno v Gorskem Karabahu leta 1993 zavzela ozemlje, azerbajdžanske sile pa so znova prevzele nadzor med spopadi leta 2020.
Poleg tega so med gradnjo našli več bronastodobnih arheoloških najdišč, med njimi grob skitskega vojščaka. Zaradi izkopavanj so odložili začetek polnjenja rezervoarja. Hidroelektrarna ima inštalirano moč 102 MW (137.000 hp), rezervoar pa je zasnovan za namakanje 75.000 ha (190.000 akrov) površin.